# Brad Robbins
Brad Robbins (Westerville, 6 ottobre 1998) è un giocatore di football americano statunitense che milita nel ruolo di punter per i Cincinnati Bengals della National Football League (NFL).

## Carriera

### Cincinnati Bengals
Robbins al college giocò a football a Michigan. Fu scelto nel corso del sesto giro (217º assoluto) nel Draft NFL 2023 dai Cincinnati Bengals. Debuttò come professionista nella gara del primo turno contro i Cleveland Browns calciando 10 punt a una media di 40,9 yard l'uno. La sua prima stagione si chiuse calciando 76 punt a una media di 44,3 yard l'uno.